# Беломестное (Орловская область)
Беломе́стное — слобода, центр Беломестного сельского поселения Ливенского района Орловской области России.

## Географическое положение
Беломестное расположено в центральной части Ливенского района, граничит с городом Ливны на севере, отделяясь от него рекой Сосной. Слобода находится в центре Средне-русской возвышенности и является частью обширной площади поднятия в пределах Русской равнины. Расстояние до города Ливны по трассе составляет 2 км.

## Население
| 1959 | 2002  | 2010  |
| ---- | ----- | ----- |
| 2373 | ↘1772 | ↗1947 |

## История
Беломестное получило свое название в начале XVII века. На правом берегу р. Сосна, так называемом «Диком поле» (нагайский берег), селились казаки, которые освобождались от уплаты податей за проживание на неосвоенной земле. В Приправочной книге за 1615 год среди перечисленных слобод города Ливны есть название слободы Беломестной (слобода Беломестных, то есть свободных от городской подати, от оброка).

## Инфраструктура
- Среднеобразовательная школа № 5
- Дом культуры
- Библиотека

Проведены газоснабжение, водоснабжение.

## Экономика
Экономика представлена предприятиями розничной торговли, двумя сервисными предприятиями. Имеется племенной завод, пекарня, мельница.

## Достопримечательности
- Храм Дмитрия Солунского
- Крест, установленный в честь казаков-ливенцев, защищавших южные рубежи Руси в XVI—XVII веках
- Липовая роща, посаженная к 400-летию казачьей слободы Беломестная